# Марфівка (Кропивницький район)
Ма́рфівка — село в Україні, у Долинській міській громаді Кропивницького району Кіровоградської області. Населення становить 355 осіб. Відстань до центру громади становить близько 11 км і проходить автошляхом місцевого значення.

## Історія
Село виникло на межі XVIII—XIX ст. ст.
Після більшовицької окупації почалася чорна смуга — репресії, ліквідація церковної та земської освіти, голод 1921/22 р.р., розкуркулення та колективізація 1928/1932, Голодомор 1932/33 тощо.
На поч. 1970-х за колгоспом ім. Щорса, центральна садиба якого містилася у Марфівці, було закріплено 3155 га сільськогосподарських угідь, у тому числі 2778 га орної землі. Господарство спеціалізувалося на птахівництві з допоміжною галуззю — рибальством. Діяла майстерня для ремонту сільськогосподарської техніки. 1956 року артіль була учасницею Всесоюзної сільськогосподарської виставки і нагороджена Малою срібною медаллю. 14 колгоспників відзначені орденами і медалями. У восьмирічній школі навчалося 250 учнів і працюють 14 вчителів, був будинок культури на 300 місць, бібліотека з фондом 7,3 тис. книг, побутова майстерня, відділення зв'язку, два магазини.
В той час Марфівській сільраді підпорядковані населені пункти Братський Посад, Вишневе, Гординівка, Згода, Калкатинівка, Новоданилівка.
На фронтах Великої Вітчизняної війни билися проти фашистів 116 жителів, 84 з них загинули. У с. Згоді споруджено пам'ятник воїнам-визволителям.

## Населення
Згідно з переписом УРСР 1989 року чисельність наявного населення села становила 395 осіб, з яких 181 чоловік та 214 жінок.
За переписом населення України 2001 року в селі мешкали 354 особи.

### Мова
Розподіл населення за рідною мовою за даними перепису 2001 року:
| Мова       | Відсоток |
| ---------- | -------- |
| українська | 96,34 %  |
| російська  | 3,38 %   |
| білоруська | 0,28 %   |

## Відомі люди
- Звенигородський Віталій Борисович (*16.05.1931, с. Денисівка — †06.12.2007, Ужгород) — художник-монументаліст, живописець і педагог.
- Коптєв Анатолій Андрійович — уродженець с. Братського Посаду, відомий скульптор.